# Blanket
Blanket – miasto w Stanach Zjednoczonych, w stanie Teksas, w hrabstwie Brown.